# Fédération roumaine d'athlétisme
La Fédération roumaine d'athlétisme (en roumain Federația Română de Atletism) est la fédération d'athlétisme de Roumanie, affiliée à l'Association européenne d'athlétisme et à l'IAAF depuis 1913. Elle siège rue Primo-Nebiolo à Bucarest. Son président est Sorin Matei. Elle a été fondée en 1912.
En 1912, se forme une commission, appelée en roumain Comisia de atletism, alergări pe jos și concursuri. Cette commission fait partie de la Fédération des sociétés sportives roumaines (Federația Română a Societăților Sportive). Cette commission est le précurseur de la FRA actuelle. Elle organise les premiers championnats de Roumanie en 1914, seize épreuves masculines uniquement. En 1915, la première piste d'athlétisme est inaugurée à Bucarest. En 1922 débutent les épreuves féminines et trois ans plus tard les premiers championnats féminins, organisés en même temps que les compétitions pour juniors. En 1923, la FRA rejoint l'IAAF. La Roumanie participe pour la première fois aux Jeux olympiques d'été de 1928 à Amsterdam avec dix athlètes masculins et deux féminines. La FRA organise les Jeux des Balkans pour la première fois en Roumanie en 1937.